# Banque de réserve du Vanuatu
La Banque de réserve du Vanuatu (BRV ; en bichelamar : Reserve Bank blong Vanuatu ; en anglais : Reserve Bank of Vanuatu, RBV) est la banque centrale de la république du Vanuatu. L'institution est créée le 1er janvier 1981 en tant que Banque centrale du Vanuatu. Elle est renommée en mai 1989.

## Histoire
La banque a commencé ses activités le 1er janvier 1981 et était initialement responsable du change. Elle a instauré le vatu comme monnaie nationale pour remplacer le franc des Nouvelles-Hébrides et le dollar australien. Elle a également remplacé la Banque Indosuez Vanuatu.
L'institution a été rebaptisée Banque de réserve du Vanuatu en mai 1989 et ses responsabilités sur le secteur bancaire national ont été élargies.

## Liste de gouverneurs
Le gouverneur de la banque est nommé pour un mandat renouvelable.
| Rang | Nom               | Mandat      |
| ---- | ----------------- | ----------- |
| 1er  | John A. Howard    | (1981—1982) |
| 2e   | Patrick Noel      | (1983—1984) |
| 3e   | Edward Fillingham | (1985—1987) |
| 4e   | Franklyn Kere     | (1988—1992) |
| 5e   | Jayant Virani     | (1992—1993) |
| 6e   | Sampson Ngwele    | (1993—1997) |
| 7e   | Andrew Kausiama   | (1997—2003) |
| 8e   | Odo Tevi          | (2003—2012) |
| 9e   | Simeon Athy       | (2013— )    |